# Moresby (wyspa)
Moresby – wyspa na Oceanie Spokojnym, druga co do wielkości (po Wyspie Grahama) w archipelagu Haida Gwaii u zachodnich wybrzeży Kanady, w prowincji Kolumbia Brytyjska. Zajmuje powierzchnię 2636 km² i jest zamieszkiwana przez około 1000 osób. Linia brzegowa wyspy ma długość 877,4 km.